# Cleruchus subterraneus
Cleruchus subterraneus is een vliesvleugelig insect uit de familie Mymaridae. De wetenschappelijke naam is voor het eerst geldig gepubliceerd in 1974 door Viggiani.